# 岸本組
岸本組（きしもとぐみ）は、神戸市に本部を置く暴力団で、指定暴力団六代目山口組の二次団体。

## 略歴

### 二代目岸本組
2007年10月5日、山口組定例会で、岸本才三初代の引退と清水武の二代目岸本組継承と山口組直参昇格が発表された。
同年10月13日、兵庫県神戸市の中華料理店で、清水武の岸本組「二代目盃儀式」が行われた。

### 三代目岸本組
2017年11月15日、二代目岸本組清水武組長が病死。
二代目岸本組若頭・二代目古庄組野元信孝組長が三代目岸本組組長を継いだ。2018年5月現在、六代目山口組の直系組長。

## 最高幹部
二代目岸本組
- 組長：清水 武
- 若頭：栗本 博（岡西会会長 栗本組組長）

三代目岸本組
- 組長：野元信孝
- 若頭：山本信一（二代目山本組組長）